# Podoroto
Podoroto is een bestuurslaag in het regentschap Jombang van de provincie Oost-Java, Indonesië. Podoroto telt 5886 inwoners (volkstelling 2010).